# Kilkunda
Kilkunda is een panchayatdorp in het district Nilgiris van de Indiase staat Tamil Nadu. 

## Demografie
Volgens de Indiase volkstelling van 2001 wonen er 10.150 mensen in Kilkunda, waarvan 49% mannelijk en 51% vrouwelijk is. De plaats heeft een alfabetiseringsgraad van 74%. 